# Journal of Applied Ecology
Journal of Applied Ecology — британський науковий журнал, присвячений проблемам прикладної екології з особливою увагою до проблем управління біологічними ресурсами.

## Історія
Заснований в 1964 році. Видається видавництвом Wiley-Blackwell спільно з Британським екологічним товариством, яке також випускає журнали Journal of Animal Ecology, Journal of Ecology і Functional Ecology (журнал).
Усі статті журналу доступні передплатникам на сайті журналу і видавництва Wiley InterScience в інтернеті.
За підсумками 10 років (1998–2008) по рівню цитування (Імпакт-фактор Science Citation Index) = 4.740 (2012), входить до двадцятки найзначиміших журналів у світі в категорії екологія (серед 168, що враховуються і понад 300 наявних у цій галузі).

## Тематика
У журналі Journal of Applied Ecology публікуються наукові статті з питань прикладної екології, по застосуванню екологічних понять, концепції, теорій, моделей і методів до управління біологічними ресурсами в їх найширшому сенсі. Серед основних тем: охорона природи, глобальні зміни в природі, екологічне забруднення, дика природа і управління місцем існування, використання і управління наземних і водних ресурсів, екологія відновлення, управління популяціями шкідників, бур'янів і хвороб.

## Ресурси Інтернету
- Офіційна сторінка журналу на сайтах publications/journalofappliedecology/index.php BES і Wiley-Blackwell Publishing [Архівовано 20 квітня 2012 у WebCite]
- Wiley InterScience[недоступне посилання з травня 2019] (з 1998-)

## Виноски
1. ↑  The ISSN portal — Paris: ISSN International Centre, 2005. — ISSN 0021-8901
2. 1 2  publications/journalofappliedecology/index.php Journal of Applied Ecology (Wiley - Blackwell Publishing). Wiley-Blackwell. Архів оригіналу за 20 квітня 2012. Процитовано 16 березня 2010.
3. 1 2  Journal of Applied Ecology (Wiley Blackwell Publishing). British Ecological Society. Архів оригіналу за 20 квітня 2012. Процитовано 16 березня 2010.
4. ↑  1D/ 2009 — Journal Ranking in Ecology and Environmental Sciences, 1998–2008 — ScienceWatch.com